# Margaret Rhee
Margaret Rhee es una poeta feminista, artista de nuevas tecnologías y académica. Su investigación se centra en la tecnología y las intersecciones con estudios feministas, queer y étnicos. Tiene un interés especial en la investigación-acción participativa digital y la pedagogía.

## Educación
Rhee posee un doctorado por la Universidad de California Berkeley en Estudios Étnicos con una especialización en Estudios de Nuevos Medios de Comunicación. Recibió su licenciatura en Inglés/Escritura Creativa en la Universidad del Sur de California.

## Poesía
Su libro de bolsillo Yellow fue publicado en 2011 por Tinfish Press/University of Hawaii. En 2016 publicó Radio Heart; o How Robots Fall Out of Love with, de Finishing Line Press. En 2017, The Operating System publicó su colección de poesía Love, Robot.
Actualmente es editora gerente en Mixed Blood, una revista literaria sobre raza y poesía experimental publicada en la Universidad de California, Berkeley. Coeditó las colecciones Here is a Pen: An Anthology of West Coast Kundiman Poets (Achiote Press) y la antología en línea Glitter Tongue: queer and trans love poems . Su poesía ha sido publicada en Berkeley Poetry Review, Lantern Review: A Journal of Asian American Poetry y Mission At Tenth.

## Investigación y docencia
Sus estudios han sido publicados en Amerasia Journal, Information Society, y Sexuality Research and Social Policy. Como activista digital y artista de nuevos medios de comunicación, es codirectora y conceptualista de From the Center, un proyecto educativo de narración digital feminista sobre el VIH/SIDA dirigido a las reclusas internas en la cárcel de San Francisco.  Por este proyecto, recibió el Premio del Canciller en Servicio Público de UC Berkeley y la Mención de Honor del Premio Yamashita para jóvenes activistas del Center for Social Change. Actualmente es miembro de la junta directiva de organizaciones de justicia social, DataCenter y Queer Women of Color Media Arts Project.
De 2004 a 2006, trabajó como editora de las publicaciones YOLK Magazine, Chopblock.com y Backstage.
Durante el curso 2014-2015 fue investigadora visitante de Estudios Asiáticos Americanos en el Instituto de Culturas Americanas en UCLA .
Es miembro del Departamento de Inglés de la Universidad de Harvard, y Profesora Asistente en el Departamento de Estudio de Medios de la SUNY Buffalo.